# Cecidomyza testacea
Cecidomyza testacea är en tvåvingeart som först beskrevs av Zetterstedt 1850.  Cecidomyza testacea ingår i släktet Cecidomyza och familjen gallmyggor.
Artens utbredningsområde är Sverige. Inga underarter finns listade i Catalogue of Life.